# N–37

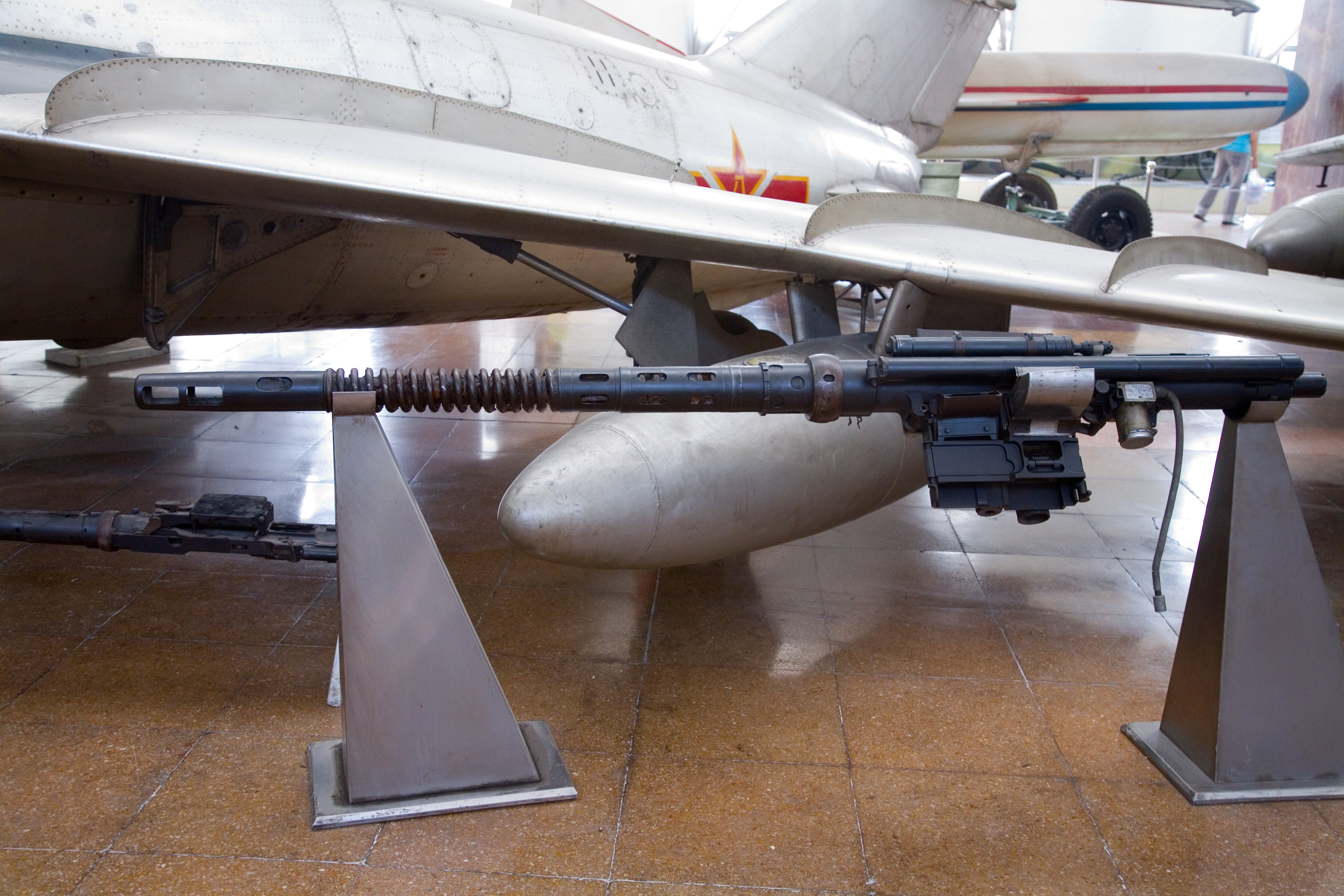
N–37 gépágyú a Pekingi Hadtörténeti Múzeumban kiállítva, háttérben egy MiG–17-es

Az N–37 a Szovjetunióban a második világháborút követő időszakban rendszeresített 37 mm-es repülőgép-fedélzeti gépágyú. Az 1950-es években a szovjet vadászrepülőgépek nagy mennyiségben gyártott, alapvető gépágyúja volt. A Szovjetunión kívül Észak-Koreában is gyártották licenc alapján, ottani jelzése 30-as gyártmány volt.

## Története
A gépágyút a 37 mm-es, második világháborús Nudelman–Szuranov NSZ–37 leváltására fejlesztették ki a moszkvai OKB–16 tervezőirodában Alekszandr Nudelman vezetésével. A tervezőmunka 1943-ban kezdődött. A fejlesztésnél a cél az NSZ–23-nál könnyebb és nagyobb tűzgyorsaságú lőfegyver létrehozása volt. Ezt végül sikerült elérni, az N–37 elődjénél közel harmadával könnyebb lett, bár ennek az alacsonyabb csőtorkolati sebesség volt az ára. A fegyverhez a haditengerészet által használt 70–K típusú 37 mm-es légvédelmi gépágyúk lőszerének átalakításával kapott új gépágyúlőszert használták. Az új lőszer hüvelye rövidebb lett és átalakították a talprészét is, ezzel a töltény tömegét is sikerült csökkenteni.
Az 1944-től megtartott lőtéri próbák során a fegyver 400 m-es lőtávolságról 30–45°-os becsapódási szög mellett 20–30 mm-es páncélátütő képességgel rendelkezett. Ez az érték a vadászrepülőgépekhez, légi célok ellen szánt repülőgép-fedélzeti gépágyú számára megfelelőnek bizonyult.
A légi lövészetek eredményét meg sem várva már 1946-ban döntöttek a rendszeresítéséről. A sorozatgyártást 1947-ben kezdték el a 74. sz. gyárban. Az első két évben évi több mint 500 db készült. A gyártási darabszám az 1950-es évek elején érte el a csúcspontot, évi 3–4 ezer darabbal. Az 1950-es évek közepétől, a gépágyút új, modernizált változatának, az NN–37 sorozatgyártásának 1957-es beindulásával az N–37-es gyártása meredeken esett, 1960-ban pedig beszüntették azt.

## Alkalmazása
A gépágyút először 1945 márciusában próbálták ki a légcsavaros Jak–9T és Jak–9UT repülőgépeken. A szovjet vadászrepülőgépeken az NSZ–37-es gépágyút váltotta fel. A szovjet első generációs sugárhajtású vadászrepülőgépek fő fegyverzetét képezte. Alkalmazták a MiG–9, a MiG–15, a MiG–17, valamint a Jak–25 és Jak–27 vadászrepülőgépeken.

## Jellemzői
A gépágyú rövid csőhátrasiklásos rendszerű. A működés során hátrasikló cső energiájának nagyobb részét a helyretoló rugó, kisebb részét a hidraulikus fék nyeli el, továbbá a hátrasiklást a csőszájfék is csökkenti. A zár hengeres kialakítású. A cső teljes hossza a töltényűrrel együtt 1360 mm, ebből a tényleges, huzagolt csőhossz 1200 mm. A huzagok száma 16. A fegyver tűzkész állapotba hozása hidraulikus berendezés segítségével történt.
Kétféle lőszert tüzelt. A nyomjelzős repesz–gyújtó lövedék tömege 722 g volt, ezzel 690 m/s-os csőtorkolat sebességet lehetett elérni. A nyomjelzős páncéltörő–gyújtó lőszer lövedékének tömege 765 g, csőtorkolati sebessége 675 m/s volt.
A fegyver főbb hátrányai a nagy méret mellett a jelentős hátrasikló tömeg és lövéskor a nagy gázképződés volt. Előbbi a gép stabilitására, utóbbi a sugárhajtómű üzembiztonságára hatott hátrányosan.

## Típusváltozatok
- N–37 – Az első sorozatgyártású változat, melyet a MiG–9-en alkalmaztak.
- N–37D – Egykamrás csőszájfékkel felszerelt változat, melyet a MiG–15, MiG–15bisz és a MiG–17 vadászrepülőgépeken alkalmaztak.
- N–37L – Hosszabb csővel ellátott, csőszájfék nélküli változat, melyet a Jak–25 elfogó vadászrepülőgépeken alkalmaztak.
- NN–37 – Az N–37 Nudelmen és Nyemenov által modernizált változata. A Jak–27 elfogó vadászrepülőgépen használták.

## Műszaki adatok
- Űrméret: 37 × 155 mm
- Tömeg: 103 kg
- Hossz: 2455 mm
- Szélesség: 227 mm
- Magasság: 354 mm
- Tűzgyorsaság: 400 lövés/perc
- Csőhossz: 1200 mm
- Csőtorkolati sebesség: 675 m/s (páncéltörő–gyújtó lőszer esetén), 690 m/s (repesz–gyújtó lőszerrel)

## Külső hivatkozások
- A fegyvert kifejlesztő egykori OKB–16 (ma: KB Tocsmas) honlapja Archiválva 2009. február 27-i dátummal a Wayback Machine-ben
- Az N–37 gépágyú az Ugolok nyeba oldalán (oroszul)